# Schuhflickersee
Schuhflickersee är en sjö i Österrike.   Den ligger i förbundslandet Salzburg, i den centrala delen av landet, 260 km väster om huvudstaden Wien. Schuhflickersee ligger 1 907 meter över havet.
I omgivningarna runt Schuhflickersee växer i huvudsak blandskog. Runt Schuhflickersee är det ganska glesbefolkat, med 45 invånare per kvadratkilometer.